# 原亮三郎
原 亮三郎（はら りょうざぶろう、1848年11月13日（嘉永元年10月18日） - 1919年（大正8年）12月8日）は、明治から大正時代の政治家。公吏。実業家。出版経営者。銀行家。衆議院議員。

## 経歴
美濃国羽栗郡平方村（岐阜県羽栗郡平方村、福寿村を経て現羽島市）出身。原忠左衛門の子。生家は代々農業を営み、同地の里正を務めた。亮三郎は16歳にして家業を継ぎ、大庄屋となった。
1871年（明治4年）東京に出て藤川三渓の門に入り、のち神奈川県史生に任ずる。ついで権少録に進み戸長も務めた。1875年（明治8年）横浜に出版社金港堂を創業し、翌年東京日本橋に移転する。教科書や文芸雑誌、書籍などの出版にあたった。
1893年（明治26年）には金港堂を株式会社に改組し取締役に就任したほか、第九十五銀行頭取、富士製紙相談役を歴任した。
1892年（明治25年）2月の第2回衆議院議員総選挙では岐阜県第3区から出馬し当選。衆議院議員を1期務めた。

## 親族
- 長男：原亮一郎（出版経営者）[1][2] - 東京高等商業学校（現一橋大学）に学び、サミュエル商会（英語版）（シェル石油創業者の兄が横浜で創業した貿易会社）の横浜仕入部主任を経て家業を継いだ[4]。
- 娘：ナカ - 鉱山業を営む小林清一郎の妻[5]。小林は星亨の配下であり、鬼怒川水力電気の重役も務めた。宮島清次郎は小林の実弟。
- 娘：秀 - 向井忠晴元三井物産会長の妻[6]。
- 娘：ミサヲ - 山本条太郎元南満洲鉄道社長の妻[7]。